# Classis Misenensis
La Classis Misenensis, más tarde Classis Praetoria Misenensis Pia Vindex, era en nombre de la flota del Imperio romano establecida por Augusto alrededor del 27 a. C. Estaba destinada en Miseno y fue la primera flota del Imperio en importancia. Tenía la tarea de vigilar la parte occidental del Mediterráneo.

## Historia
Fue instituida por Augusto para defender el Mediterráneo Occidental, al oeste de la Italia romana. También encontramos sus vexillationes por todo el Mediterráneo, siendo la más importante de las flotas pretorianas. Envió sus barcos a todas partes para apoyar las campañas militares de muchos emperadores romanos, como lo demuestran las numerosas inscripciones, por ejemplo en Seleucia Pieria, que era la base militar de la Classis Syriaca, usada muy a menudo para recibir a las tropas provinciales, o a la misma Guardia pretoriana de Roma, cuando fue necesario llevar a cabo una Guerras párticas de bajo Trajano, Septimio Severo y  Caracalla.

## El puerto
El puerto de Miseno (Misenum) era un puerto natural en el golfo de Nápoles, de conformación similar al de Rávena. Podía contener al menos hasta 250 barcos, como el de Rávena. En la época de Augusto, tras la impracticabilidad del anterior puerto militar de Portus Iulius en la bahía de Puteoli, utilizado por Octavio y Agripa durante la guerra contra Sexto Pompeyo, el cercano Miseno se convirtió en la base militar más importante de la flota romana pretoriana que custodiaba la cuenca occidental del Mediterráneo. El puerto explotaba una doble cuenca natural, la interior de unos 3 km de circunferencia (llamada Maremorto o Lago Miseno), en la antigüedad dedicada a los astilleros y al mantenimiento naval, y la exterior, que era el verdadero puerto. Entre las dos cuencas los historiadores imaginaron que estaban las instalaciones navales y las viviendas de la classis Misenensis.
Los barcos de la flota permanecían seguros en la base en otoño e invierno: la navegación comenzaba el 5 de marzo con la fiesta llamada Isidis Navigium en honor de la diosa del antiguo Egipto Isis, patrona del mar, de los marineros y de las actividades marítimas. Luego tuvo algunos de sus destacamentos en los principales puertos del Mediterráneo, como en los cercanos Centumcellae en Civitavecchia,,. (p 1339), en el mar Egeo o en El Pireo, Atenas,,  y o en el mar Adriático a Salona.

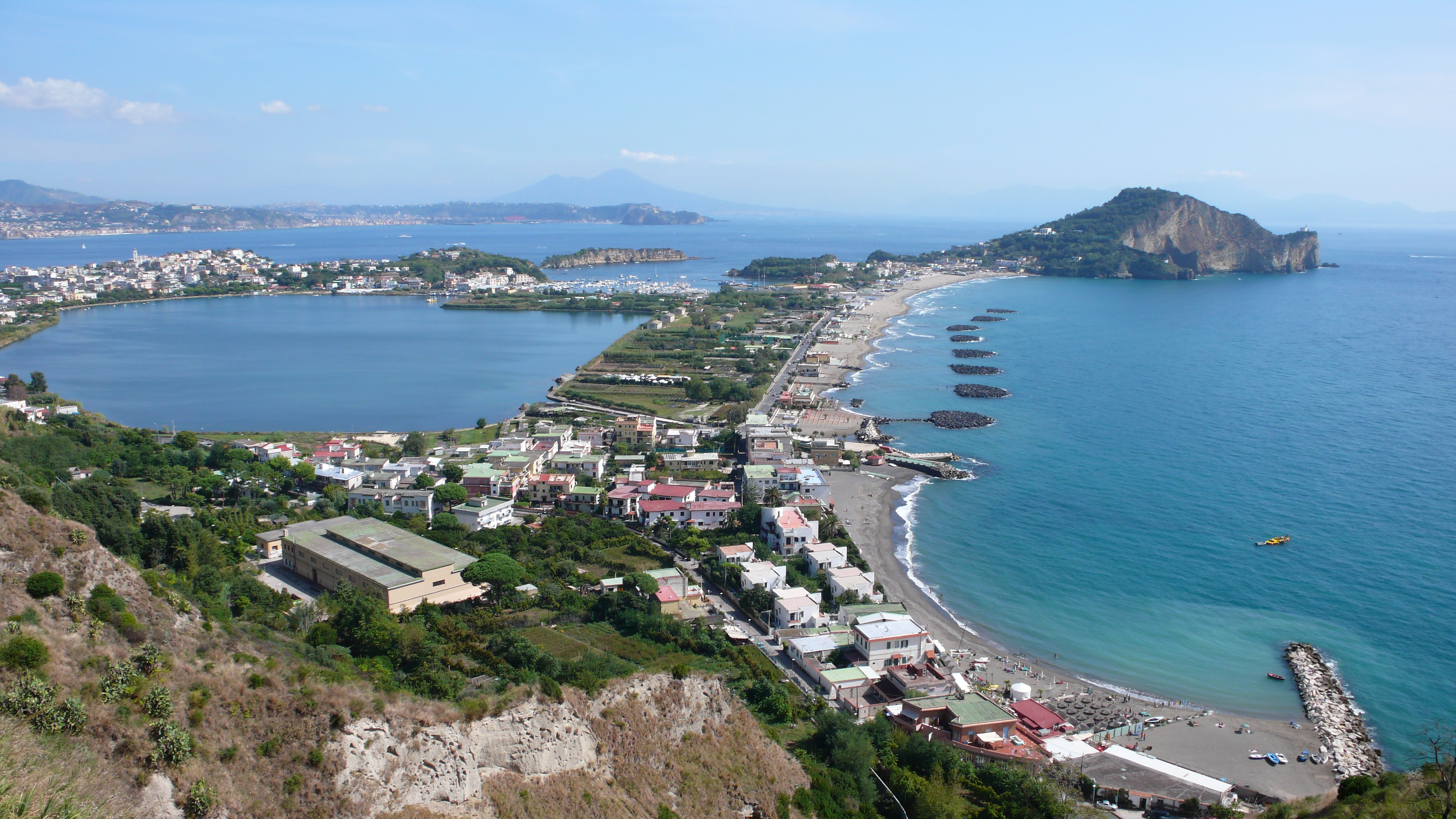
Vista desde Monte di Procida con la playa de Miliscola , Capo Miseno y la cuenca interna del antiguo puerto de Miseno.
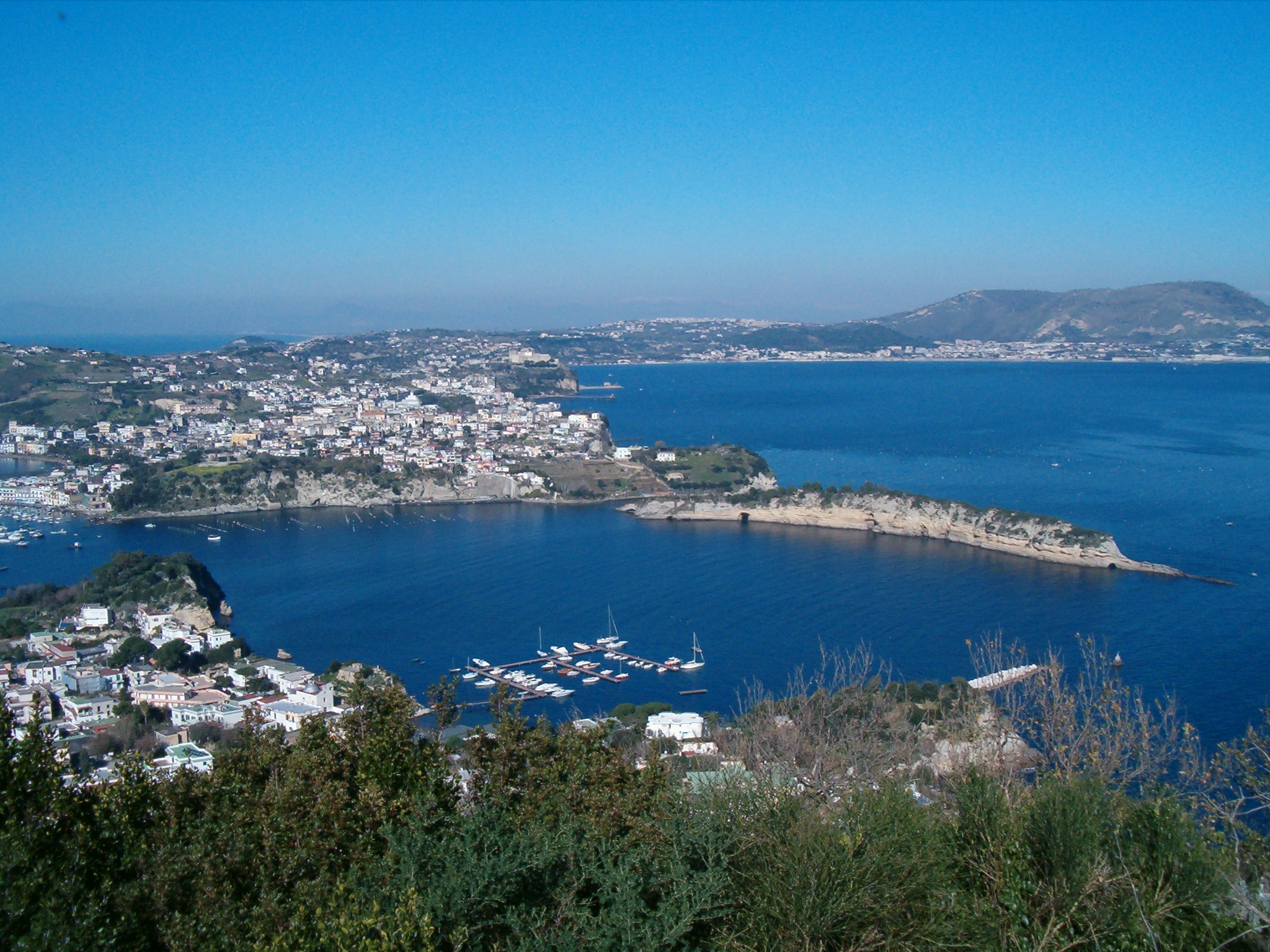
El puerto de Miseno se encontraba en un cráter volcánico anterior , inundado por el mar Tirreno.
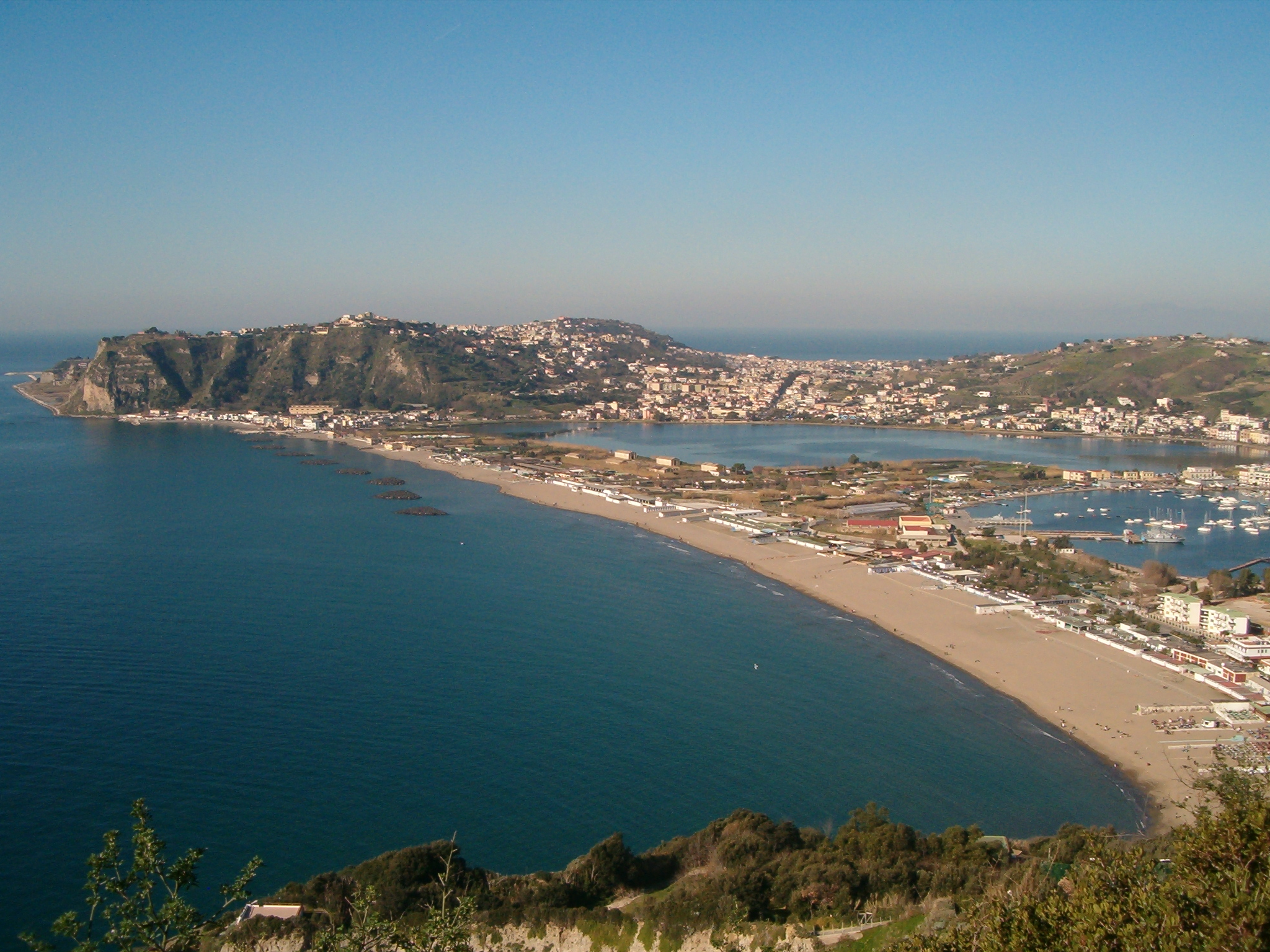
La parte más interna del puerto, un lago natural, casi cerrado por una franja de tierra, sobre el que se colocó el castrum dei classiarii.
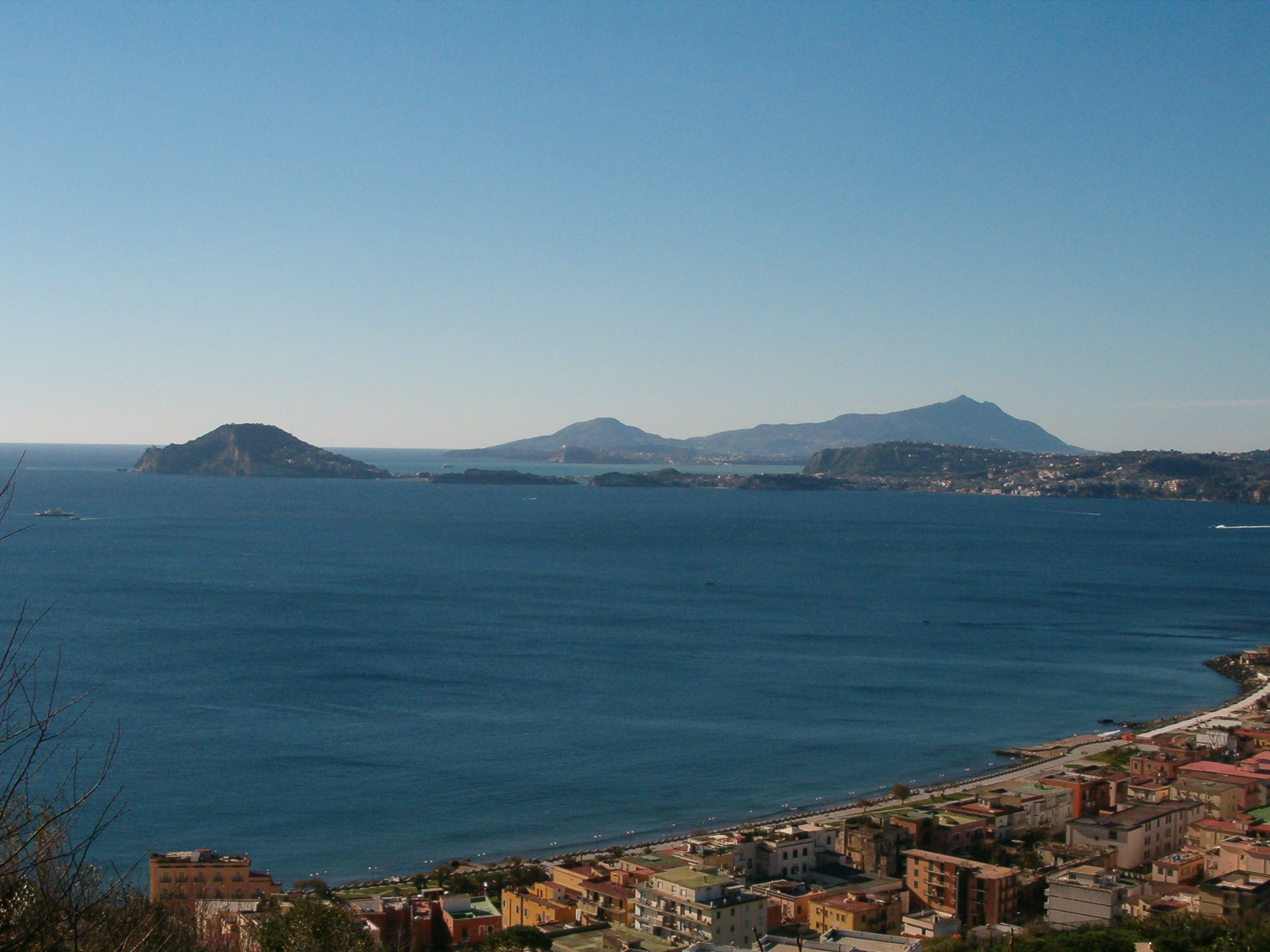
Capo Miseno visto desde el Golfo de Pozzuoli .
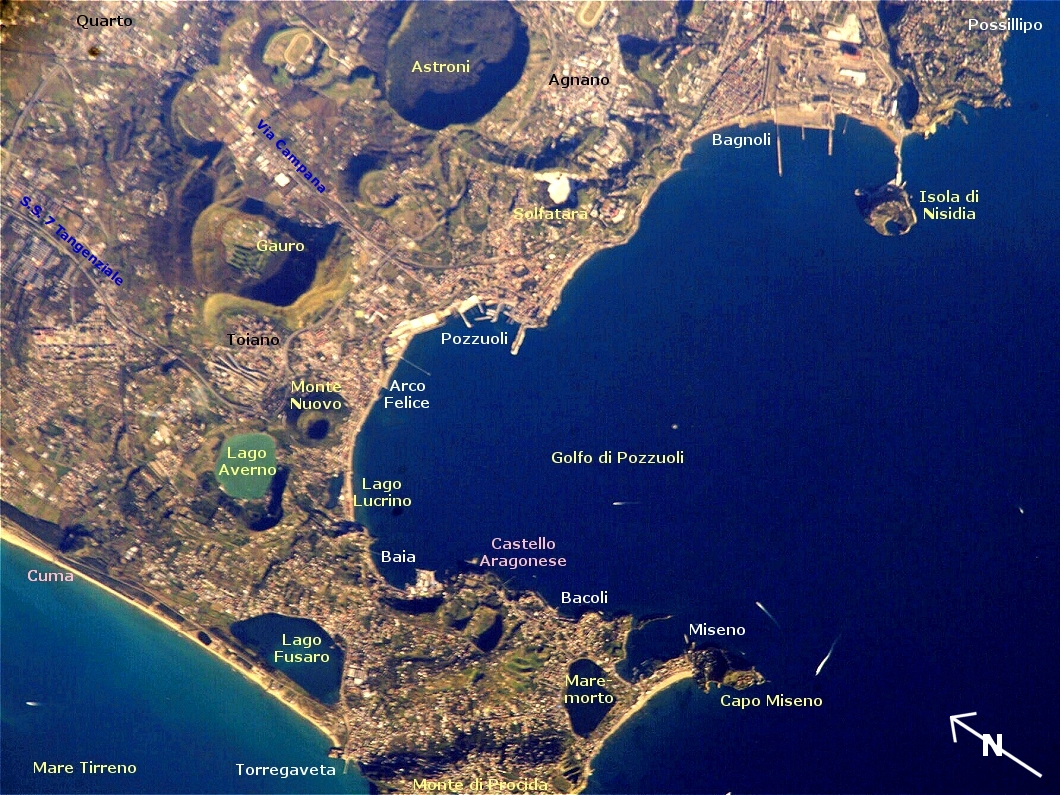
Imagen de satélite con el Golfo de Pozzuoli. En la parte inferior de la foto, Capo Miseno y el antiguo puerto de Classis Misenensis

## Tipos de embarcaciones
De esta gran flota hemos recibido, gracias a algunos  epígrafes incluso los nombres propios de muchos barcos:
- 1 Hexarreme: Ops que era el buque insignia de la flota  de Roma.[18];[19][20]
- 1 Quinquerreme: Victoria [21][22][23][24][25][26][27][28] y[29].
- 13 (?):  Annona,  Concordia, Dacia[30], Fides[31], Fortuna[32][33][34]. Libertas, Mercurio, Minerva [35] Ops (incluso un cuadriciclo?)[36], Salus, Venus,[37], Vesta, Victoria.
- 54 Trirreme: Apolo[38], Águila[39][40][41] Asclepio[42],  Athena, Nike[43][44][45][46][47], Augustus,[48][49][50][51][52][53], Capricornus[54], Castor [55],  Ceres [56], Concordia [57][58], Cupidus[59], Danubio[60],  Diana[25];[61];[62].  Hércules[63], Éufratess,[64],[65]. Fuerzas,[66];[67];[68] y[69]. Fortuna, Iovis,[70] y[71].  Juno,[61],  Iuventas, Liber Pater,[72], Libertas,[73], Lucifer[74], Maia, Marte[75] Mercurio,[76].  Minerva,[77];[78];[79];[80];[81]. Neptuno;[82];[83];[84]. Nilus,[85]. Oceano,[86]. Oops,[87], Pax,[88]. Partescus,[89].  Perseo,[90][91]. Pietas, Providentia,[92][93]. Rhenus,[94]. (p 1339) Salus,[95]. Sage,[96]. Satyra, Silvanus, Sol,[97],[98],[99],[100],[101],[102],[103]. Spes, Taurus,[104], Tiber,[105] Tigress,[106]. Triunfo,[107]. Venus,[108].  Vesta,[109] Virtus[110]. Victoria[111]
- 17 liburne: Águila,[112]. Armado,[113],  Diana, Fides,[114], Esculapio,[115], Heptachordus,  Juno,[116]. Iustitia,[117]. Libertas,[118],  Margarita,[119]. (p 974). Nereis,[120],[120] Neptuno,[121], Salus,[122]. Taurus Ruber,[123]. Virtus[124].
- 10 otras naves: Ops, Clementia (no se sabe si pertenece a la clase Misenese o Ravenna), Dánae, Hércules, Iovis, Mercurio (no se sabe si pertenece a la clase Misenense o a Ravena), Minerva, Venus,  Vesta,[120] Victoria.